# Pareuchiloglanis abbreviatus
Pareuchiloglanis abbreviatus är en fiskart som beskrevs av Li, Zhou, Thomson, Zhang och Yang 2007. Pareuchiloglanis abbreviatus ingår i släktet Pareuchiloglanis och familjen Sisoridae. Inga underarter finns listade i Catalogue of Life.